# 트리코템노마 코루가툼
트리코템노마 코루가툼(Trichotemnoma corrugatum)은 망울이끼목에 속하는 우산이끼류의 일종이다. 트리코템노마과(Trichotemnomataceae)와 트리코템노마속(Trichotemnoma)의 유일종이다. 뉴질랜드와 태즈메이니아 주 지역에 제한적으로 분포한다.